# Costa Crociere
Costa Crociere S.p.A. é uma companhia de navegação italiana. É a primeira companhia marítima dedicada a cruzeiros com sede na Itália e a quinta no mundo.
Com sede na cidade de Genova a empresa faz parte da Carnival Corporation & plc, um grupo que reúne grandes empresas na área de cruzeiros em todo o mundo e é definido como World's Leading Cruise Lines.

## História
A Costa Cruzeiros é originária da empresa Giacomo Costa fu Andrea, fundada por Giacomo Costa em 1854. A companhia comercializava tecidos e óleo de oliva na região de Ligúria e Sardenha. No final do século XIX navios da empresa chegaram aos portos australianos, que recebiam uma constante leva de emigrantes italianos gerando uma demanda por alimentos no mercado interno. Costa era especializada na compra de azeite cru nos países mediterrânicos para exportação ao exterior.
Após a Primeira Guerra Mundial, a empresa passou a produzir azeite, com a construção de instalações de processamento e refino de azeite cru em Génova e no sul da Itália.
Com o aumento dos negócios comprou o vapor Ravenna em 1924, para o transporte de materia prima navegando no Mediterrâneo Ocidental. Em 1928 o navio cargueiro Langano foi anexado a frota.  Novos navios cargueiros entraram em operação na década de 1930, foram eles o Federico (1931), Eugenio e Enrico (1934), Antonietta, Beatrice e Giacomo (1935). Apenas o Langano sobreviveu a Segunda Guerra Mundial.

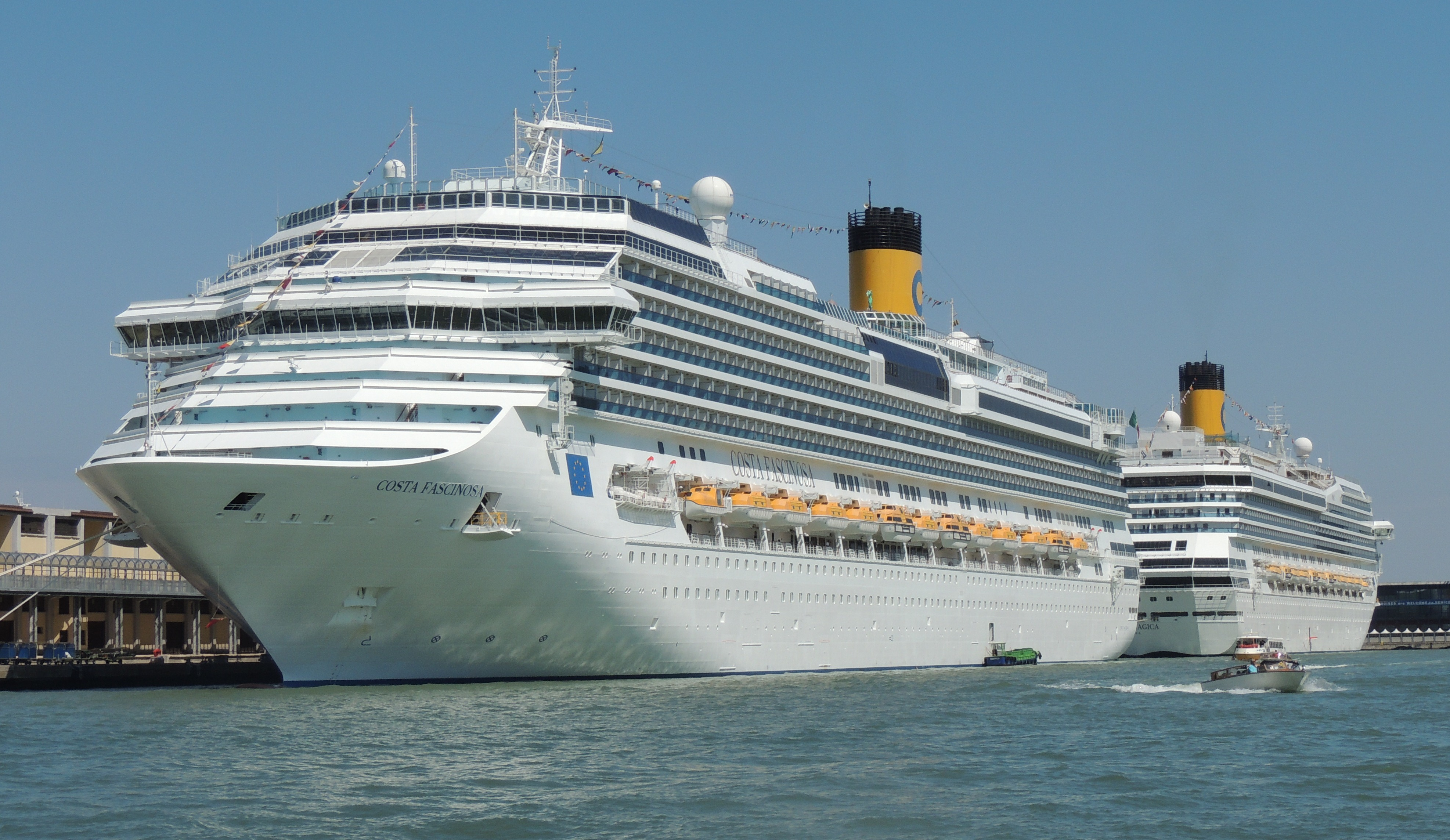
Costa Fascinosa e Costa Magica em Veneza (2013).

Em 1947 foi incorporado o vapor Maria C que acomodava além da carga 50 passageiros. A empresa iniciou efetivamente o negócio de transporte de passageiros em 1948 com o Anna C, quando a empresa mudou de nome para Linea C. Em 31 de março de 1948, o primeiro navio de passageiros da frota da Costa o Anna C partiu de Génova e cruzou o Atlântico Sul em 16 dias chegando no porto de Buenos Aires. Em 1948 o María C e o Luisa C iniciaram os serviços para a América do Norte e em 1953 Franca C abriu novas rotas para a Venezuela a Antilhas. Em período de menor demanda entre a Europa e a América do Sul, a Linea C, deslocava os seus navios para cruzeiros no Mar Mediterrâneo. O Andrea C foi o pioneira nesta atividade em 1952, seguido pelo Anna C em 1953.
O principal destino dos navios na época eram os portos da América do Sul.
No final dos anos setenta, o Grupo genovês passou por uma crise financeira e reestruturou da companhia, transformando a empresa familiar em uma holding, com a entrada de novos sócios. Foram vendidas todas as outras atividades da família Costa, as relacionadas com a indústria têxtil e com a indústria alimentícia (produção de azeite Dante), este último vendido para a multinacional Unilever. A empresa focou seus interesses comerciais exclusivamente na indústria de cruzeiros e de carga, e em 1985 colocou em operação o navio de cruzeiros Costa Riviera. Com este lançamento foi criada em 1986 a Costa Crociere SpA, cujo acionista majoritário continuou sendo a família Costa, representada por Nicola Costa como presidente. Em seu primeiro ano da nova empresa foram transportados  mais de 160 mil passageiros.
Em 1989, a Costa Crociere passou ater sua ações negociadas na Borsa Italiana.
No ano de 1995, a Costa Cruzeiros registrou um total de 300 000 passageiros transportados em todo o mundo, tornando-se líder deste segmento de negócios no mercado europeu,
A família Costa e outros investidores venderam em 1997 a participação majoritária da empresa para a Carnival Corporation & plc grupo empresarial norte-americano que reúne as empresas líderes na área de cruzeiros do mundo.

## Acidentes
O Bianca C em 22 de outubro de 1961, quando navegava ao largo da costa de Granada próximo a Saint George's, foi consumido pelo fogo, após uma explosão seguida de incêndio na sala de máquinas. Um tripulante morreu com a explosão e foram evacuados 700 passageiros e tripulantes com auxílio de barcos pesqueiros. O navio naufragou após dois dias.

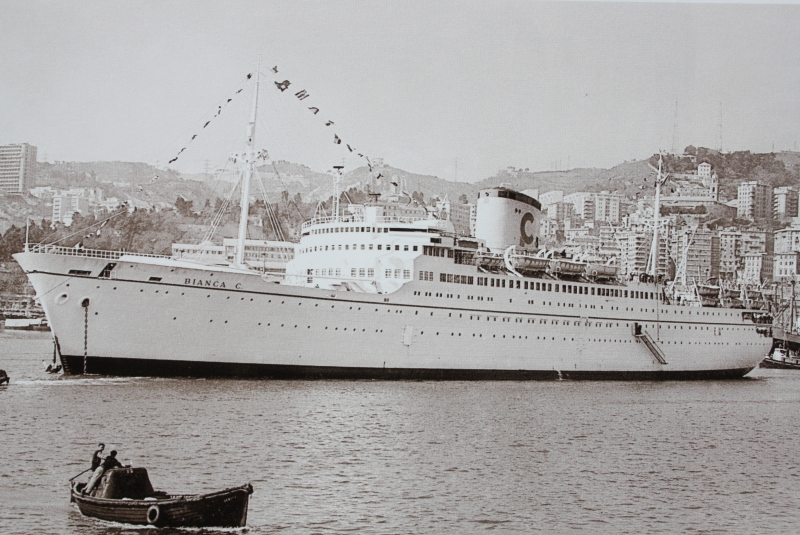
Bianca C (1959-1961).

O Fulvia navio fretado pela Costa pegou fogo perto das ilhas Canárias em julho de 1970, e naufragou posteriormente, todos os passageiros e tripulantes foram resgatados e salvos pelo navio de bandeira francesa MS Ancerville.
Em 26 de fevereiro de 2010, o Costa Europa durante a operação de atracação do porto de Sharm El Sheik, após uma rajada súbita e violenta de vento albarou as docas. O acidente causou a morte de três tripulantes e ferindo três passageiros.
Em 2008 o Costa Concordia bateu contra as docas no porto de Palermo na Sicília. Os laudos que apuraram a causa do incidente apontam os fortes ventos.
No dia 14 de janeiro de 2012, o Costa Concordia naufragou depois de bater em rochas sub-aquáticas junto à ilha italiana de Giglio, com 4 229 pessoas a bordo, sendo 3 200 turistas de 60 nacionalidades e mais de mil membros da tripulação. O navio encontra-se totalmente inclinado a boreste. No momento do acidente, o navio estava fazendo uma manobra chamada "l'inchino", "reverência" em italiano, para saudar os 800 moradores da ilha de Giglio.
Também em 2012 o Costa Allegra, com mais de mil pessoas a bordo, que se dirigia de Madagascar às Ilhas Seychelles, ficou à deriva no Oceano Índico após ter sofrido um incêndio na casa de maquinas.

## Navios da Costa Cruzeiros
No início de 2020 a Costa Crociere tinha em operação 12 navios de cruzeiro.

## Bibliografia

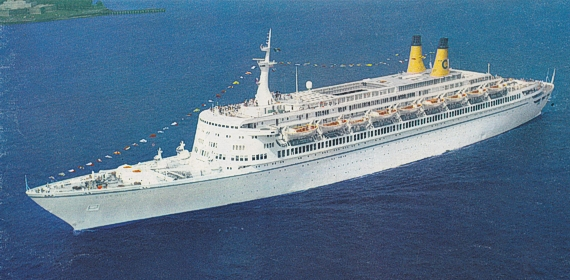
Eugenio C (1966-1996).